# Ross-Archipel
Der Ross-Archipel ist eine Inselregion (Archipel) in der Antarktis mit acht Vulkaninseln. Diese Region im Ross-Schelfeis am Westrand des Rossmeeres bildet die östliche und südliche Grenze des McMurdo-Sunds. Die weitaus größte Insel (Hauptinsel) des Archipels ist die Ross-Insel mit zwei ganzjährig betriebenen Forschungsstationen, die übrigen Inseln der Gruppe sind unbewohnt.
Die nördlichste Insel ist die Beaufort-Insel, südlich schließen sich die Ross-Insel, die vier Dellbridge-Inseln, Black Island und White Island an. Frank Debenhams klassischer Bericht The Physiography of the Ross Archipelago von 1923 zählte noch Brown Island zur Inselgruppe, heute jedoch bekannt als Brown-Halbinsel.

## Weblinks

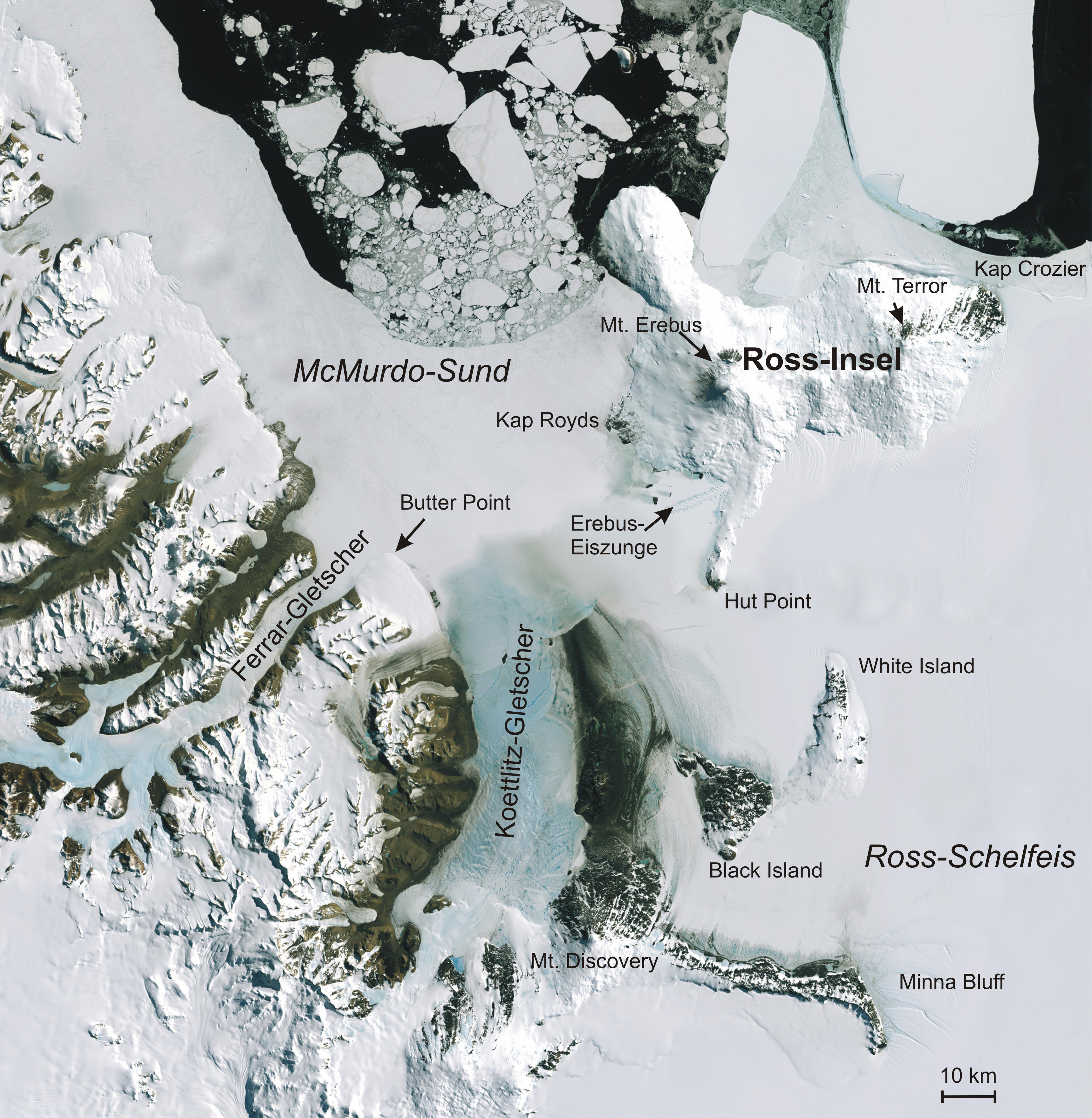
Der Archipel in einer Satellitenaufnahme

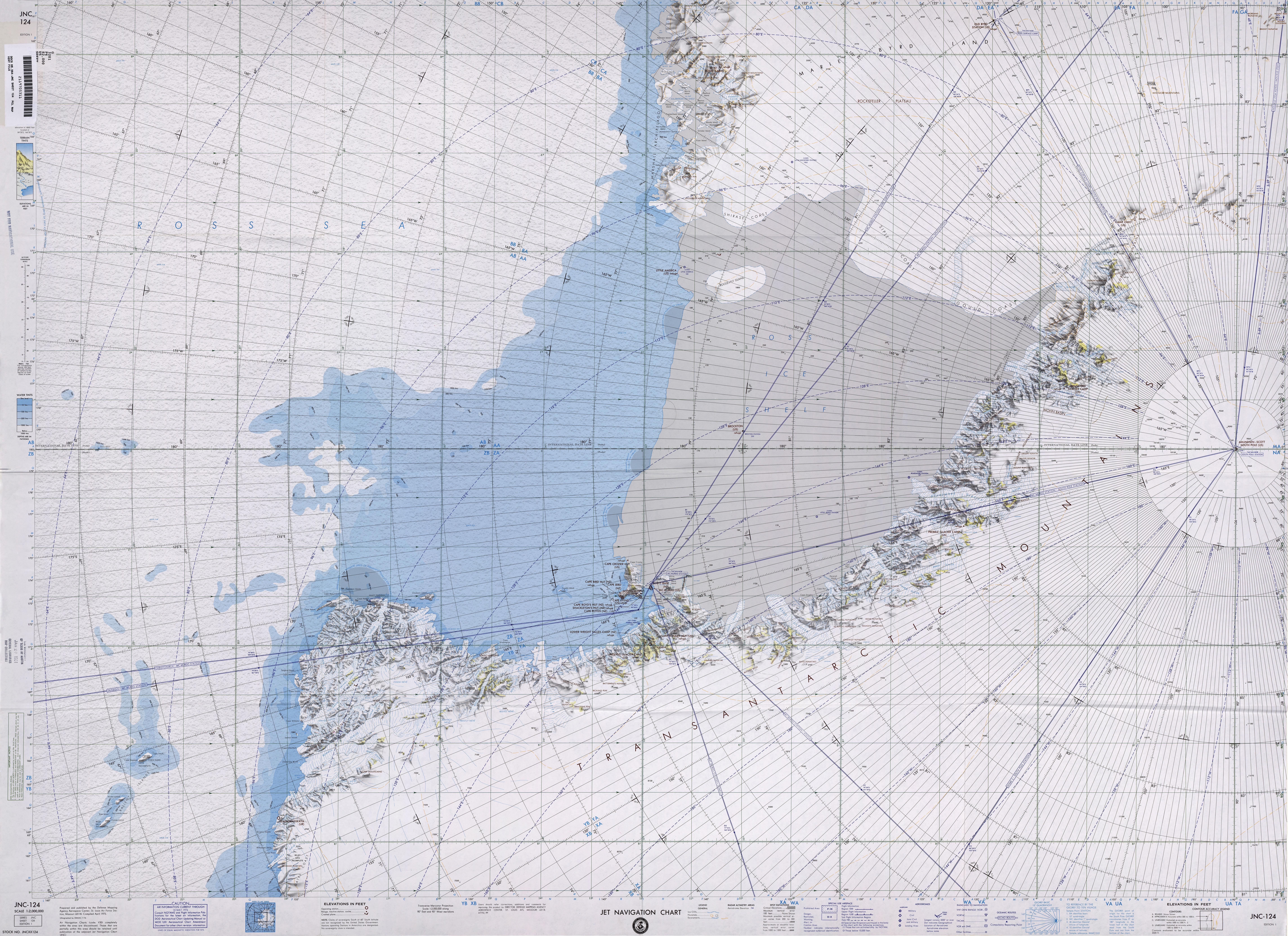
Karte des Rossmeeres und seiner Umgebung (grau = Schelfeis)